# Moon Shuttle
Moon Shuttle ist ein Shoot-’em-up-Computerspiel des Unternehmens Nichibutsu aus dem Jahre 1981 und wurde in Arcade-Automaten veröffentlicht. In den USA wurde der Automat vom Unternehmen Taito hergestellt und vertrieben. Im Jahre 1983 wurde eine ähnliche Version des Spiels für Heimcomputer von der Firma Datasoft veröffentlicht. Die Version für Heimcomputer wurde programmiert von John Butrovich und Toni Hernandez. Es wurden Versionen für den Commodore 64 und den Atari 400 und Atari 800 veröffentlicht.

## Spielprinzip
In der Original-Version von Moon Shuttle der Firma Nichibutsu handelt es sich um ein Scramble-ähnliches Shoot-’em-up-Spiel. Der Spieler steuert ein Raumschiff in Form eines Space Shuttles, das auf dem Bildschirm nach rechts fliegt, während sich der Hintergrund nach links bewegt. Dabei ist es die Aufgabe des Spielers, in mehreren Leveln alles abzuschießen was auf dem Bildschirm erscheint. In Zwischenleveln muss der User mit seinem Raumschiff ein Meteoritenfeld unbeschadet durchqueren, indem er sich den Weg freischießt. In der Heimcomputer-Version von Datasoft ist das Spielfeld um 90 Grad zu einem Vertical-Shooter gedreht. Ansonsten ist das Spielprinzip gleich.